# Стельмах Віктор Анатолійович
Ві́ктор Анато́лійович Сте́льмах (нар. 28 березня 1950, Володимир-Волинський, Волинська область, Українська РСР, СРСР) — український поет, Член Національної спілки письменників України з 2007 року. Голова ревізійної комісії Одеської обласної організації НСПУ.

## Життєпис
Віктор Анатолійович Стельмах народився 28 березня 1950 року в українському місті Володимирі-Волинському Волинської області.
Закінчив середню школу у рідному місті, навчався і працював у Львові, служив у війську. Мешкає в м. Одесі.

## Творча діяльність
Сьогодні Віктор Анатолійович є головою ревізійної комісії Одеської обласної організації НСПУ. Проводить творчі зустрічі з читачами у бібліотеках Одеси та області, організовує поетичні читання для молодді в школах, технікумах, університетах.
«Редагував збірку дитячих віршів «Одеська читанка», яка уперше в Україні вийшла у такому незвичайному форматі  у кількості всього 150 екземплярів. Певно, ще буде довидання читанки, бо на дитячі книжки українською мовою є неабиякий попит».

## Видання
Поетичні збірки:
«Листопадовий грім». Львів. Видавничий дім «Панорама», 2000.

«Свавілля білого бузку». Львів. Видавничий дім «Панорама», 2003.

«Грішна сув'язь». Одеса. «Астропринт», 2010.
Збірники:

«Одеська читанка: Збірник віршів, казок, оповідань». Одеса. «Друк Південь», 2016.
«Одеська хрестоматія: Збірник літературних творів одеських письменників». Одеса. «Друк Південь», 2017.